# Rudi Fehr
Pour les articles homonymes, voir Fehr.
Rudolf Alexander « Rudi » Fehr est un monteur américain d'origine allemande (membre de l'ACE), né le 6 juillet 1911 à Berlin (Empire allemand), mort le 16 avril 1999 à Los Angeles (Californie).

## Biographie
Il débute comme monteur sur le film allemand Der Schlemihl de Max Nosseck (1931, avec Curt Bois et La Jana). Après la coproduction franco-allemande Le Tunnel de Kurt Bernhardt — futur Curtis Bernhardt — (1933, avec Jean Gabin et Madeleine Renaud) et l'avènement du nazisme, il séjourne en Autriche jusqu'en 1936, étant de confession juive ; ainsi, il travaille sur le film franco-autrichien Les Requins du pétrole d'Henri Decoin et Rudolf Katscher (1933, avec Raoul Aslan et Raymond Cordy).
En 1936, Rudi Fehr émigre aux États-Unis et intègre la Warner, où il assiste dans un premier temps le monteur Warren Low, notamment sur L'Insoumise de William Wyler (1938) et Juarez de William Dieterle (1939). 
Puis, au sein de cette compagnie, il monte trente-deux films américains sortis entre 1940 et 1954, dont La Voleuse de Curtis Bernhardt (1946, avec Bette Davis et Glenn Ford), Key Largo de John Huston (1948, avec Humphrey Bogart et Lauren Bacall), La Loi du silence (1953, avec Montgomery Clift et Anne Baxter) et Le crime était presque parfait (1954, avec Grace Kelly, Ray Milland et Robert Cummings), ces deux derniers réalisés par Alfred Hitchcock.
À partir de 1955 et jusqu'en 1976, il est désormais superviseur à la postproduction, toujours au sein de la Warner. À ce titre, il travaille notamment sur My Fair Lady de George Cukor (1964).
Il rejoint ensuite les studios Zoetrope et collabore à la postproduction d’Apocalypse Now de Francis Ford Coppola (1979), avant de revenir au montage pour Coup de cœur du même réalisateur (1982).
Enfin, il retrouve John Huston sur L'Honneur des Prizzi (1985, avec Jack Nicholson et Kathleen Turner). Cet ultime film comme monteur (en collaboration avec sa fille Kaja Fehr (de), née en 1950) lui permet d'obtenir son unique nomination à l'Oscar du meilleur montage (qu'il ne gagne pas).  

## Filmographie partielle
(films américains, sauf mention contraire)

### Comme monteur

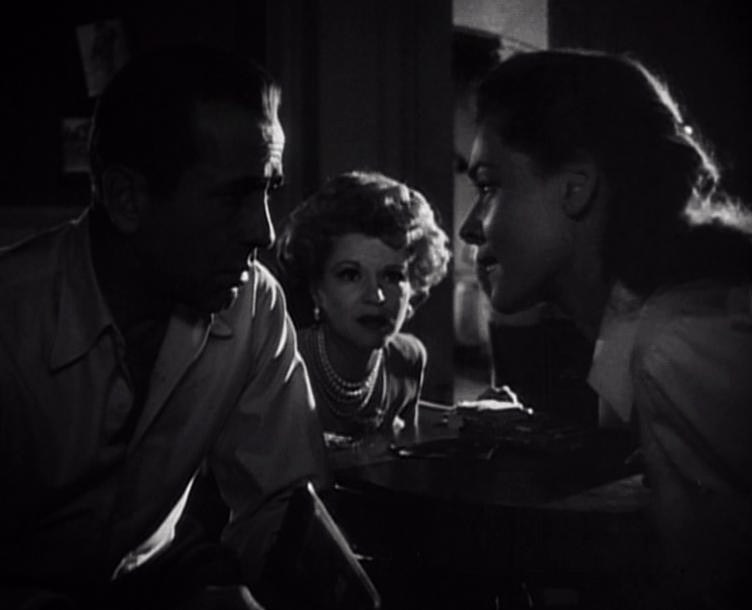
Key Largo (1948), avec Humphrey Bogart, Claire Trevor et Lauren Bacall

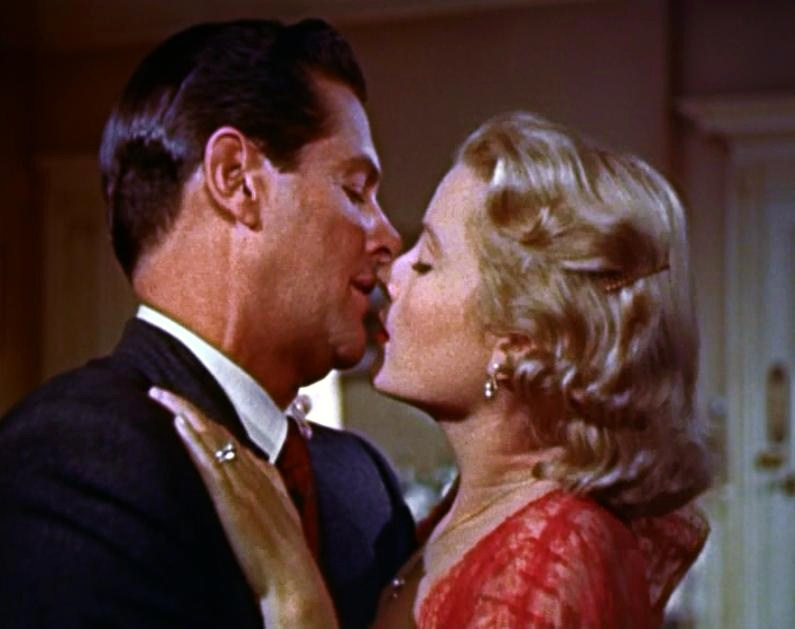
Le crime était presque parfait (1954), avec Robert Cummings et Grace Kelly

- 1931 : Der Schlemihl de Max Nosseck (film allemand)
- 1933 : Le Tunnel de Kurt Bernhardt (film franco-allemand)
- 1933 : Les Requins du pétrole d'Henri Decoin et Rudolf Katscher (film franco-autrichien)
- 1933 : Unsichtbare Gegner de Rudolf Katschner (film autrichien, version allemande de Les Requins du pétrole)
- 1940 : My Love Came Back de Curtis Bernhardt
- 1941 : Échec à la Gestapo (All Through the Night) de Vincent Sherman
- 1941 : Honeymoon for Three de Lloyd Bacon
- 1941 : Million Dollar Baby de Curtis Bernhardt
- 1941 : Nuits joyeuses à Honolulu (Navy Blues) de Lloyd Bacon
- 1942 : Sabotage à Berlin (Desperate Journey) de Raoul Walsh
- 1943 : Quand le jour viendra (Watch on the Rhine) d'Herman Shumlin
- 1944 : Les Conspirateurs (The Conspirators) de Jean Negulesco
- 1944 : In Our Time de Vincent Sherman
- 1946 : Meurtre au port (Nobody Lives Forever) de Jean Negulesco
- 1946 : La Voleuse (A Stolen Life) de Curtis Bernhardt
- 1946 : Humoresque de Jean Negulesco
- 1946 : La Vie passionnée des sœurs Brontë (Devotion) de Curtis Bernhardt
- 1947 : L'Aventure à deux (The Voice of the Turtle) d'Irving Rapper
- 1947 : Possédée (Possessed) de Curtis Bernhardt
- 1948 : Key Largo de John Huston
- 1948 : Romance à Rio (Romance on the High Seas) de Michael Curtiz
- 1949 : Vive monsieur le maire (The Inspector General) d'Henry Koster
- 1949 : La Garce (Beyond the Forest) de King Vidor
- 1950 : L'Esclave du gang (The Damned Don't Cry) de Vincent Sherman
- 1950 : La Révolte des dieux rouges (Rocky Mountain) de William Keighley
- 1951 : La Flamme du passé (Goodbye, My Fancy) de Vincent Sherman
- 1953 : L'Homme au masque de cire (House of Wax) d'André de Toth
- 1953 : La Loi du silence (I Confess) d'Alfred Hitchcock
- 1954 : Le Cavalier traqué (Riding Shotgun) d'André de Toth
- 1954 : Le crime était presque parfait (Dial M for Murder) d'Alfred Hitchcock
- 1955 : La Terre des pharaons (Land of the Pharaohs) d'Howard Hawks
- 1982 : Coup de cœur (One from the Heart) de Francis Ford Coppola
- 1985 : L'Honneur des Prizzi (Prizzi's Honor) de John Huston

### Autres fonctions
- 1937 : La Vie d'Émile Zola (The Life of Emile Zola) de William Dieterle (assistant monteur)
- 1938 : L'Insoumise (Jezebel) de William Wyler (assistant monteur)
- 1939 : Juarez de William Dieterle (assistant monteur)
- 1964 : My Fair Lady de George Cukor (superviseur de postproduction)
- 1979 : Apocalypse Now de Francis Ford Coppola (superviseur de postproduction)

## Distinctions (sélection)
- 1986 : Nomination à l'Oscar du meilleur montage, pour L'Honneur des Prizzi.